# الدرم (سنحان)

تعديل مصدري - تعديل

الدرم هي إحدى قرى عزلة الربع الشرقي بمديرية سنحان وبني بهلول التابعة لمحافظة صنعاء، بلغ تعداد سكانها 779 نسمة حسب تعداد اليمن لعام 2004.